# Morne Macouba
Morne Macouba är en bergstopp i Martinique. Den ligger i den nordvästra delen av Martinique, 25 km norr om huvudstaden Fort-de-France. Toppen på Morne Macouba är 1 300 meter över havet. Morne Macouba ligger 900 meter norr om toppen på vulkanen Montagne Pelée.